# Osse (Doubs)
Osse é uma comuna francesa na região administrativa de Borgonha-Franco-Condado, no departamento de Doubs. Estende-se por uma área de 8,21 km². Em 2010 a comuna tinha 323 habitantes (densidade: 39,3 hab./km²).